# Episodi di The Client List - Clienti speciali (prima stagione)
La prima stagione della serie televisiva The Client List - Clienti speciali è stata trasmessa negli Stati Uniti dal canale via cavo Lifetime dall'8 aprile al 17 giugno 2012.
In Italia è andata in onda sul canale satellitare Fox Life dal 15 ottobre 2012.
| nº | Titolo originale     | Titolo italiano          | Prima TV USA   | Prima TV Italia  |
| -- | -------------------- | ------------------------ | -------------- | ---------------- |
| 1  | The Rub of Sugarland | Un nuovo lavoro          | 8 aprile 2012  | 15 ottobre 2012  |
| 2  | Turn the Page        | Voltare pagina           | 15 aprile 2012 | 22 ottobre 2012  |
| 3  | Tough Love           | Le difficoltà dell'amore | 22 aprile 2012 | 29 ottobre 2012  |
| 4  | Ring True            | L'anello nuziale         | 29 aprile 2012 | 5 novembre 2012  |
| 5  | Try, Try Again       | Lasciami andare          | 6 maggio 2012  | 12 novembre 2012 |
| 6  | The Cold Hard Truth  | La dura verità           | 13 maggio 2012 | 19 novembre 2012 |
| 7  | Life Of Riley        | La vita di Riley         | 20 maggio 2012 | 26 novembre 2012 |
| 8  | Games People Play    | Giochi innocenti         | 3 giugno 2012  | 3 dicembre 2012  |
| 9  | Acting Up            | Ripensamenti             | 10 giugno 2012 | 10 dicembre 2012 |
| 10 | Past Is Prologue     | Scelte difficili         | 17 giugno 2012 | 17 dicembre 2012 |

## Un nuovo lavoro
- Titolo originale: The Rub of Sugarland
- Diretto da: Eric Laneuville
- Scritto da: Jordan Budde

### Trama
Un uomo si prepara a ricevere un massaggio speciale mentre la donna, la massaggiatrice, molto nervosa, cerca il coraggio per entrare.
QUATTRO SETTIMANE PRIMA: La famiglia Parks festeggia Kyle, padre di famiglia, per il suo compleanno. Riley, sua moglie, gli dà il suo regalo ma, aprendolo, l'uomo va su tutte le furie a causa della loro situazione finanziaria disastrata: la famiglia infatti, non è in grado di pagare il mutuo e sostenere la casa a causa del mancato lavoro di entrambi. L'indomani, Riley decide di rimboccarsi le maniche e andare a cercare lavoro. Durante i suoi giri incontra Selena, sua ex compagna di classe e di lavoro che, a bordo della sua auto di lusso, le lascia il biglietto da visita del posto dove lavora. Nonostante la lontananza da casa, Riley decide di andare a vedere e qui conosce Georgia Cummings, proprietaria del centro benessere "The Rub", che le dà il lavoro. Tornata a casa dalla famiglia, Riley e Kyle insieme ai figli Katie e Travis, festeggiano per la lieta notizia. Il giorno seguente Riley si reca al Rub dove, dopo aver conosciuto le sue colleghe, Kendra, Jolene e Dee Ann, inizia a lavorare ma, già dal primo cliente, capisce che qualcosa non va: rivolgendosi a Georgia, Riley viene informata del fatto che alcune delle massaggiatrici fanno degli "extra". Dopo aver chiarito che lei non è disposta a concedere extra, Riley prosegue il lavoro e, finito l'orario, torna a casa, dove però trova una lettera di Kyle nella quale la informa di essersene andato. Supportata da sua madre Lynette, dalla sua amica Lacey e da suo cognato Evan, Riley si rimbocca le maniche e decide di accettare di fare degli extra grazie ai quali riesce a estinguere il mutuo. Nonostante un'incomprensione con la moglie di un cliente, grazie alla quale Riley riesce a far tornare insieme la coppia, la donna decide di continuare il suo lavoro, supportata anche da Georgia.
Riley, insieme alla sua famiglia e a Evan, assiste alla recita dei figli e, riportati a casa, ha un momento molto profondo con il cognato, interrotto però da una chiamata sul cellulare della donna: è Kyle.

## Voltare pagina
- Titolo originale: Turn the Page
- Diretto da: Allan Arkush
- Scritto da: Barbara Nance

### Trama
Al lavoro, Riley ha un nuovo cliente soprannominato dalle ragazze "Il Cammello", con il quale stringe un forte legame che la porta sia a aiutare l'uomo, sia a chiarire alcuni aspetti della sua vita. Georgia nel mentre, vedendo la ragazza così triste, la invita a uscire e a bere insieme a lei e alle altre ragazze del centro. A fine serata, visto l'eccessivo alcool assunto da Riley, Georgia chiama Evan, pronto a riportare a casa la cognata. Intanto, Riley è sempre più preoccupata per Kyle e la situazione le sfugge di mano quando, in una giacca dell'uomo, trova un biglietto con il numero di un certo "Max" che si rivela poi essere Maxine. Grazie a Lacey, Riley trova l'indirizzo della donna e, spiandola, scopre che ha un figlio uguale a Kyle. Facendosi coraggio, Riley affronta Maxine la quale le confessa che quello non è figlio di Kyle e che il rapporto con l'uomo iniziò durante la disintossicazione: Kyle era infatti dipendente dagli antidolorifici. Sconvolta dalla notizia, Riley aggiorna Evan, sempre pronto al suo fianco che, per non lasciarla sola, si addormenta con lei e i ragazzi sul divano ignaro degli incubi che perseguitano la cognata.
Linette intanto ha un nuovo interesse amoroso.

## Le difficoltà dell'amore
- Titolo originale: Tough Love
- Diretto da: John Behring
- Scritto da: Laurie Arent

### Trama
Riley riceve una proposta inaspettata da Selena: la donna infatti, per gonfiare ancora di più le sue entrate, incontra uomini anche fuori dal lavoro, cosa che Riley decide di non accettare. Georgia poi, fidandosi della nuova arrivata, decide di nominare manager Riley la quale, come prima cosa, impedisce a Selena di prendere ulteriori appuntamenti. Su tutte le furie, e convinta di ricevere l'appoggio dalle altre ragazze, Selena tenta di sabotare il lavoro di Riley spostando tutti gli appuntamenti da lei segnati e creando una situazione di tensione con un cliente che, chiamato per l'appuntamento, non trova Riley sul posto di lavoro.
Riley intanto deve anche far fronte alla situazione familiare: Katie e Travis continuano a litigare e inoltre, la bambina è stata sospesa a causa di un brutto litigio avuto con Zack, un suo compagno di classe; Riley capirà che alla base di tutto c'è la scomparsa di Kyle. Per cercare di mantenere l'ordine e ricreare un po' di normalità, Riley organizza una cena con tutta la famiglia alla quale partecipano Evan e Linette che porta, per la prima volta, anche Garrett. La cena però non va come previsto e, alla fine di tutto, Evan confessa a Riley quanto scoperto su Kyle: l'uomo ha lasciato il paese per andare in Messico.
Linette, da parte sua, ha paura che Garrett possa lasciarla visto il caos che si è creato durante la cena ma l'uomo, sorprendendola, le chiede di vedersi ancora.
Riley, arrivata al lavoro, grazie a Jolene riesce a riprendersi il cliente che Selena aveva provato a rubarle e, inoltre, confessa a Georgia di non poter essere per il momento la sua manager e, di risposta, la donna la rassicura lasciando per lei quel posto sempre disponibile.
Jolene avverte Selena di non cercare più di rovinare una delle ragazze.
La sera a casa Riley decide di raccontare tutta la verità ai suoi bambini.

## L'anello nuziale
- Titolo originale: Ring True
- Diretto da: Patrick Norris
- Scritto da: Efrem Seeger

### Trama
Scossa dai continui incubi su Kyle, Riley si trova costretta ad affrontare l'ennesimo scheletro dal passato: un ballo al quale partecipava sempre con suo marito. Convinta di non andare fino all'ultimo, si trova costretta a cambiare idea per via di Taylor che la sfinisce. Evan, vedendo il dispiacere della cognata, decide di accompagnarla.
Al lavoro Riley riceve Grant, un aitante studente di giurisprudenza che, solo dopo, scoprirà essere il migliore amico di Bobby, ragazzo di Kendra. Preoccupata per la relazione dell'amica, Riley decide di andare a parlare con Grant. La sera, Bobby si presenta da Kendra e le chiede di anticipare il matrimonio.
Il ballo ha inizio e Riley si ritrova da sola in quanto Evan ha accettato di andare a un colloquio di lavoro per Kyle che però la donna ha voluto dargli come opportunità. La serata prosegue tra alti e bassi e Riley riesce a sopportare il tutto grazie alla presenza di Georgia. Il momento delle premiazioni è arrivato e, con sorpresa, vince Riley che, rifiutando il premio, decide di raccontare tutta la verità circa Kyle. Finito il ballo, Evan arriva da Riley confessandole di aver rinunciato al lavoro e, inoltre, di essere stato lui a farla vincere. Felici e consci di doversi liberare del fantasma di Kyle, i due si allontanano insieme.
Linette viene invitata da Garrett a passare del tempo insieme ma Georgia, appena visto l'uomo, pensa di averlo già conosciuto.

## Lasciami andare
- Titolo originale: Try, Try Again
- Diretto da: Timothy Busfield
- Scritto da: Dawn DeKeyser

### Trama
Al lavoro, Riley copre un turno di Jolene prendendo il massaggio di Josh. Durante la seduta però, la donna si lascia andare a un trattamento "speciale", non richiesto dall'uomo che, dopo un iniziale imbarazzo, chiede un appuntamento a Riley.
Intanto Georgia, continua le sue ricerche su Garrett che la portano a scoprire che l'uomo è stato in carcere per truffa qualche anno prima. Riley, dopo aver saputo proprio dall'uomo che vuole sposare sua madre, prova a metterla in guardia ma, accecata dall'amore per Garrett, non crede alla figlia e decide di dare fiducia al compagno.
Intanto Riley decide di uscire con Josh ma, dopo un inizio stupendo, l'uomo, e successivamente anche lei, capisce che non è ora il momento di uscire con qualcuno.
Nel frattempo però, Evan viene messo al corrente dell'appuntamento proprio da Riley e, sul posto di lavoro, dopo alcune parole di troppo sulla cognata, Evan finisce per prendere a pugni il suo capo, perdendo così il lavoro.
Jolene, dopo aver provato a mantenere il segreto, si lascia aiutare dalle amiche per prepararsi per un appuntamento che, solo a Riley, confesserà essere con Sam, suo figlio, lasciato a causa della sua giovane età nel momento della gravidanza.
Lacey smette la pillola senza dire niente a Dale, per poter così rimanere incinta. Riley non è per niente d'accordo con la decisione dell'amica e prova a dissuaderla.
Linette intanto, sta per partire con Garrett quando, a causa di alcune affermazioni dell'uomo, scopre che sua figlia aveva ragione e lo lascia. La sera, Riley, Linette e Lacey decidono di passare una serata tra donne ma, nel cercare gli ingredienti per la pizza, Lacey scopre il barattolo segreto con tutti i soldi extra guadagnati da Riley.

## La dura verità
- Titolo originale: The Cold Hard Trut
- Diretto da: Norman Buckley
- Scritto da: Marc Halsey

### Trama
Riley accompagna i bambini a scuola dove incontra di nuovo Mark il quale, dopo qualche insistenza, riesce a strapparle un appuntamento di gioco. Durante la serata, tutto va per il meglio e, una volta rimasti soli grazie a Lacey, i due finiscono quasi per baciarsi ma Riley, non sentendosi pronta, blocca l'uomo.
Intanto, Evan si confida con Dale il quale lo spinge a dichiararsi con Riley ma, una volta di fronte a Mark per un caso fortuito, Evan sembra voler mollare. Ancora una volta però, Dale incita l'amico che, questa volta, è pronto a confessare il suo amore a Riley la quale però, non pensando minimamente a una cosa del genere, ferma la volontà del cognato volendogli pagare dei lavori fatti in casa.
Intanto, Lacey scopre tutta la verità su Riley che, intanto, al lavoro deve tornare ai massaggi classici a causa del rischio di controlli da parte della polizia. Nello scoprire tutto, Lacey rimane sconvolta e vorrebbe non parlare più con l'amica ma, quando Dale le confessa di volere un bambino, capisce che non può fare a meno della sua amica e decide di tornare a parlare, un po' per volta.
Nel tornare a casa, Riley viene fermata dalla polizia e, scendendo dall'auto, scopre che quello è l'uomo andato nel centro qualche giorno prima.

## La vita di Riley
- Titolo originale: Life of Riley
- Diretto da: Bethany Rooney
- Scritto da: John Tinker

### Trama
Al lavoro, Riley spiega a Georgia e alle colleghe di aver nuovamente incontrato il poliziotto che si aggirava per il salone al quale, dopo qualche telefonata, pensa Georgia.
Intanto, durante un appuntamento, Riley conosce Geoffrey con il quale decide di finire l'appuntamento fuori dal salone per spronarlo a chiedere a una ragazza di uscire. Selena, vedendo Riley uscire con un cliente, racconta tutto a Georgia la quale chiede spiegazioni alla ragazza che, mortificata, spiega la situazione al suo capo.
Lacey e Linette scoprono che Taylor vuole comprare il loro salone e Lacey, satura ormai dai troppi segreti, durante una serata con Riley, decide di raccontarle che, da ubriaco, Kyle le confessò di voler andare via dalla sua famiglia. Infuriata, Riley caccia via sia l'amica, sia sua madre e finisce per chiudere la porta in faccia anche a Mark, andato da lei per chiederle un appuntamento.
Evan intanto, riceve un nuovo lavoro da Beau, marito di Taylor e, durante i festeggiamenti, incontra Selena la quale l'indomani, coglie l'occasione per alimentare i dissapori tra lei e Riley che anche Georgia ormai non può più far finta di non notare.
Kendra sembra avere dei ripensamenti riguardo alla sua storia con Bobby e Riley, da buona amica, cerca di sostenerla e starle accanto, qualunque sia la sua decisione.
Ripensando alla sua storia con Kyle, Riley capisce i motivi del segreto di Lacey e, non potendo fare a meno dell'amica, torna da lei per chiarire tutto e far tornare tutto al suo posto. La sera, prima di andare a cena con Evan, Linette informa sua figlia di voler comprare il salone al posto di Taylor e la figlia, per il bene della madre, non può che appoggiarla e sostenerla. Prima di uscire, Riley riceve la visita di Mark che la invita a uscire e la donna, attratta da lui, non può che accettare.
Arrivate alla cena con Evan, Riley gli confessa di dovergli delle scuse per aver fatto pesare su di lui la sua vita e quella dei suoi figli, cosa che, però, il ragazzo ha fatto sempre con molto piacere e che continuerà a fare per l'amore verso i suoi nipoti e soprattutto verso Riley.. Durante la cena, è presente anche una nuova amica di Evan che, arrivando con un po' di ritardo, lascia di stucco Riley: è Selena.

## Giochi innocenti
- Titolo originale: Games People Play
- Diretto da: Patrick Norris
- Scritto da: Laurie Arent

### Trama
Al lavoro, Riley incontra Derek, un nuovo cliente che ha dei problemi con la moglie. La donna, turbata dall'incontro con lei, decide di affrontare Riley la quale però tiene stretto il suo segreto. Grazie a un'idea brillante, Riley riesce a risolvere i problemi della coppia mantenendo al sicuro sia sé stessa sia la SPA.
Intanto Selena continua a uscire con Evan che, addirittura, decide di portare alla SPA, cosa che Riley non gradisce tanto da finire per discutere con il cognato. L'uomo, non capendo perché Riley si arrabbi tanto, esce comunque con suo nipote che, sentendo molto la mancanza di suo padre, ha bisogno di una figura maschile nella sua vita. L'indomani, Evan e Riley riescono a chiarire la situazione e la donna, ricordando tutti i momenti in cui suo cognato le è stato vicino, non può fare altro che metterlo in guardia su Selena, dopo aver anche scoperto che per lei ha picchiato un uomo, credendolo un suo ex ragazzo.
Linette, sempre più convinta di voler comprare il salone, riceve il supporto di Riley che, però, non basta per farle ottenere il prestito.
Dee Ann e Jolene hanno una breve discussione a causa di un nuovo interesse amoroso da parte di Dee Ann ma, una volta capito che Jolene non vuole altro che il meglio per lei, le due riescono a parlare e a confidarsi tra loro, ridendo poi alle spalle di Selena quando, su tutte le furie, confessa di provare qualcosa per Evan.

## Ripensamenti
- Titolo originale: Acting Up
- Diretto da: Wendey Stanzler
- Scritto da: Hollie Overton

### Trama
Mentre è con un cliente, Riley sente nell'altra stanza delle urla e, preoccupata, si precipita a controllare: è Dee Ann che con un cliente, Ray, non riesce a tenere la situazione sotto controllo. Dopo averlo mandato via, Dee Ann confessa a Riley di aver visto l'uomo anche fuori dal salone, nonostante fosse uno dei clienti della lista e, non sapendo cosa fare, si rivolgono a Georgia che, preoccupata, licenzia Dee Ann. Lasciando Riley con i rimorsi, Georgia si rivolge a Cliff, suo fidato amico ai piani alti, per capire bene quanto potente sia il Consigliere Ray e l'uomo tranquillizza l'amica che, fidandosi delle sue parole, affronta faccia a faccia Ray: l'incontro però, non va come previsto e Georgia, ancora più preoccupata, contatta nuovamente Cliff che, però, non le è di aiuto: l'uomo è infatti in affari con Ray.
A casa intanto, Riley ha di nuovo un brutto litigio con Evan, sempre per colpa di Selena e, infuriati, i due decidono di allontanarsi per un po'. Uscendo però con Mark, Riley si trova di nuovo con Selena ed Evan. L'appuntamento non va come dovrebbe e Riley capisce che Mark non va bene per lei e se ne va, seguendo Evan.
A casa però, Lacey si accorge che Katie è scappata e subito contatta Riley che corre a cercarla insieme a Evan.
Intanto Linette, dopo essersi licenziata a causa del comportamento di Taylor, corre a casa da Riley dove, con sorpresa, trova proprio aiuto in Taylor la quale la aiuta a cercare sua nipote.
La bambina però, viene trovata da Riley ed Evan che, tornati a casa, sistemano le cose in famiglia: la bambina infatti, confessa a Riley di non volere Mark intorno perché suo padre avrebbe dovuto insegnarle a giocare a calcio. Stanca, Riley esce in veranda dove, a consolarla, c'è Evan. I due parlano come sempre e, alla fine, si baciano.
L'indomani, mentre al lavoro Riley riesce a far confessare a Luke, suo vecchio amico nonché miglior amico di Kendra, l'amore proprio per l'amica la quale, subito dopo la confessione cade in confusione, tornando a casa, Riley non riesce a non pensare al bacio con Evan che, per parlare con lei, sta andando a casa sua. Pochi istanti dopo, suonano alla porta e Riley, emozionata e confusa dall'arrivo di Evan, va ad aprire: davanti a sé però, non trova il cognato, ma Kyle.

## Scelte difficili
- Titolo originale: Past Is Prologue
- Diretto da: Jennifer Love Hewitt
- Scritto da: Jennifer Love Hewitt e Barbara Nance (soggetto); Barbara Nance (sceneggiatura)

### Trama
Il ritorno di Kyle sconvolge sia Ryle sia tutte le persone che le stanno intorno e l'uomo, a sua difesa, non fa altro che ripetere che gli dispiace. Non volendo parlargli, Riley si rifugia al lavoro dove si confida che Georgia che, facendo lo stesso, le lascia la direzione della SPA per allontanarsi un po' e far calmare le acque. Durante la sua direzione, Riley riassume Dee Ann e, mentre è in reception, riceve la visita del poliziotto che, poco prima, si era visto anche con Kyle. L'uomo, propone protezione a Riley in cambio di massaggi speciali, facendo crollare la donna in uno stato confusionale totale.
Tornata a casa, Riley scopre che Kyle si è fatto vedere dai bambini i quali, felici, hanno deciso di fare una cena tutti insieme che, però, non va come dovrebbe. Tornato nella sua stanza di motel, Kyle incontra Evan che prova ad ascoltarlo ma la rabbia è talmente tanta che il ragazzo decide di andarsene.
L'indomani, Riley riesce ad affrontare Kyle contro il quale, sfogandosi, si scaglia con una furia incontrollabile, fermata solo dall'intervento di Lacey, la quale intanto, è stata messa al corrente del bacio tra lei ed Evan. La sera, Riley rassicura i figli che lei sarà sempre con loro e, mentre sta cercando un po' di tranquillità con Lacey, arriva anche Evan. Rimasti soli i due, si lasciando alle confidenze e Riley confessa al ragazzo che, insieme, proveranno ad andare avanti non più solo da amici. I due, scambiandosi delle coccole, ignorano il fatto che Kyle li stia osservando. Rientrati a casa, Riley caccia malamente Kyle e, chiamata da Georgia, corre al lavoro dove, dopo aver fatto scattare l'allarme, prende l'agenda nera. Uscendo dall'ufficio, trova di fronte a sé Kyle che le chiede di ascoltarlo e, dopo averle detto di amarla, Riley accetta di sapere perché ora l'uomo sia tornato e, di risposta, Kyle le dice di aver sentito che la donna fosse nei guai. In quel momento, la polizia arriva alla SPA: è di nuovo quel poliziotto.